# Civilization: Beyond Earth
Sid Meier's Civilization: Beyond Earth è un videogioco di strategia a turni della serie Civilization sviluppato dalla Firaxis Games, distribuito il 24 ottobre 2014 per Microsoft Windows e in seguito anche per macOS e Linux.
Si tratta di uno spin-off della serie di Civilization, successore spirituale di Sid Meier's Alpha Centauri. Condivide molti aspetti del titolo del 1999 così come gran parte del team di sviluppo del gioco. Il gioco presenta un'ambientazione unica per la serie in quanto gli eventi hanno luogo in un futuro in cui l'umanità, viaggiando attraverso lo spazio, ha fondato nuove colonie su pianeti extraterrestri dopo un evento catastrofico chiamato "Il Grande Errore", legato all'inquinamento globale.
Condivide il motore di gioco del capitolo precedente della serie Civilization V.

## Espansioni
Il gioco ha anche un DLC Rising Tide che permette nuove funzionalità in campo diplomatico, nuove unità fra cui quelle ibride composte da due affinità e nuove costruzioni e meraviglie.